# Flores (Guatemala)
Flores város Guatemala északi részén; Petén megye székhelye. A Petén Itzá-tó partjának közelében egy szigeten fekszik.  Lakossága 13 700 ezer fő volt 2003-ban.
Itt volt a dzsungelbe menekült itzá-maják királyságának fővárosa, Noj petén, más néven Tayasal amely a 15. században volt alapítva.
Florest a szárazfölddel híd köti össze, mivel a sekély tó vizén át töltésutat építettek. A szárazföldön, Floressel szemben fekszik Santa Elena és a vele egybeépült San Benito kisváros. Ezeknek lakossága meghaladja Floresét.
127 m tengerszint feletti magasságban fekszik, éghajlata forró. A tömören egybeépült házak között sok kis panzió, szálloda van; jelentős az idegenforgalom. Sok utazónak kiindulópontként szolgál a környékbeli maja romvárosokhoz, így Tikalhoz is.

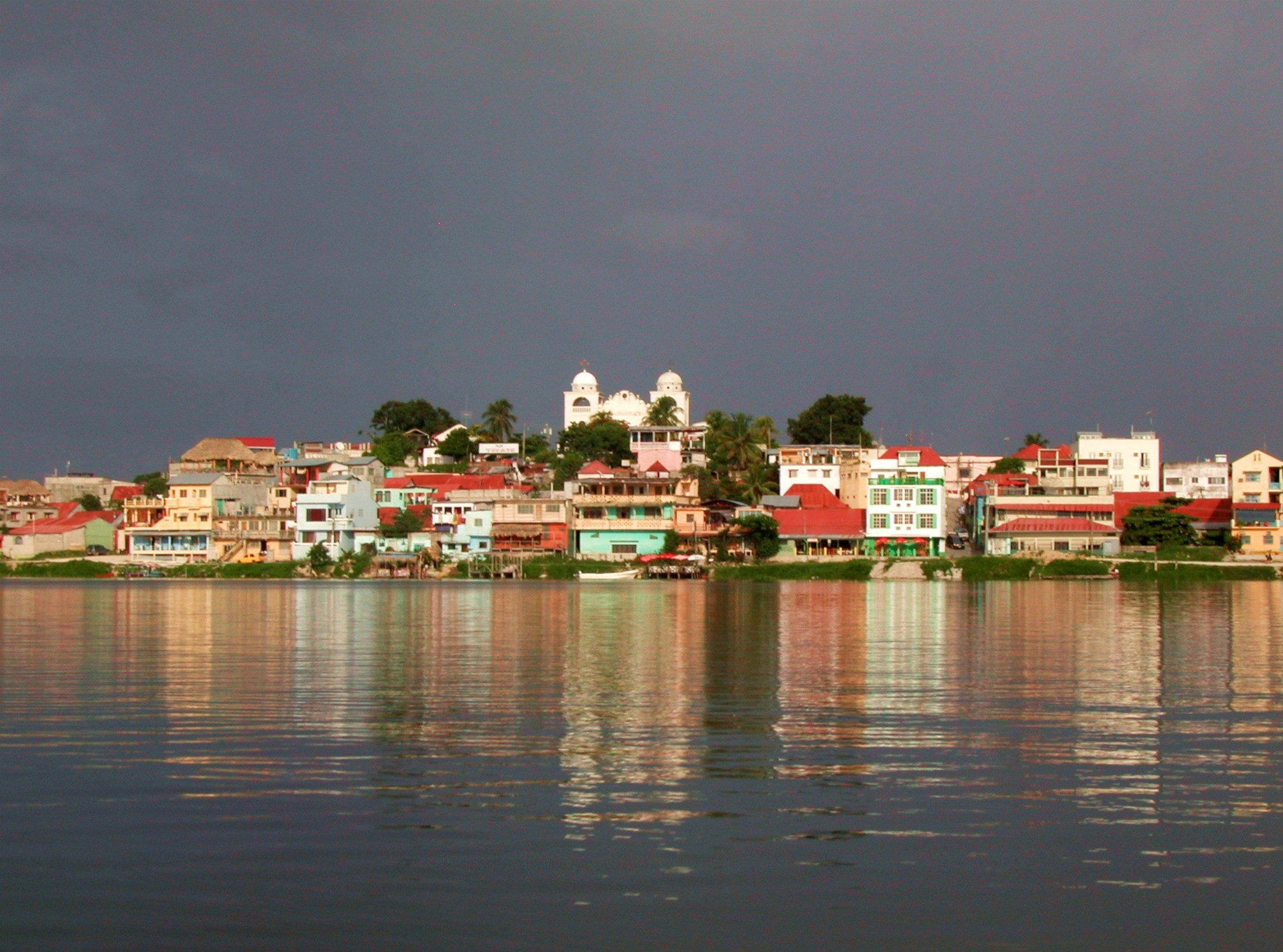
Flores

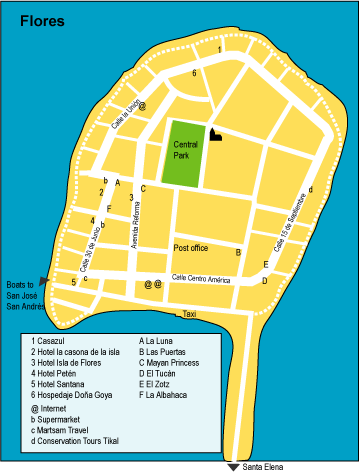
A térkép

## Fordítás
- Ez a szócikk részben vagy egészben  a   Flores című német Wikipédia-szócikk fordításán alapul.  Az eredeti cikk szerkesztőit annak laptörténete sorolja fel. Ez a jelzés csupán a megfogalmazás eredetét és a szerzői jogokat jelzi, nem szolgál a cikkben szereplő információk forrásmegjelöléseként.